# Gnathion

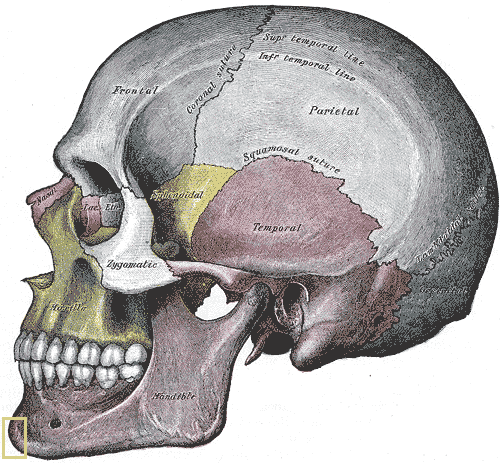
Egy koponya oldalról, a sárga téglalap jelöli a gnathiont

A gnathion a koponyaméréstanban használatos tájékozódási pont. Az állkapocscsont (mandibula) alsó szélének legkiemelkedőbb pontja. Függőlegesen egy vonalba esik a prostionnal, a nasospinallal, a nasionnal és a vertex-szel.